# Team NetApp/Saison 2012
Dieser Artikel listet Erfolge und Fahrer des Radsportteams NetApp in der Saison 2012 auf.

## Erfolge in der UCI Europe Tour
| Datum         | Rennen                                        | Kat. | Fahrer                |
| ------------- | --------------------------------------------- | ---- | --------------------- |
| 21. März      | 2b. Etappe Settimana Internazionale           | 2.1  | Mannschaftszeitfahren |
| 24. März      | 5. Etappe Settimana Internazionale (EZF)      | 2.1  | Jan Bárta             |
| 20.–24. März  | Gesamtwertung Settimana Internazionale        | 2.1  | Jan Bárta             |
| 9. April      | Rund um Köln                                  | 1.1  | Jan Bárta             |
| 20. Mai       | Neuseen Classics                              | 1.1  | André Schulze         |
| 21. Juni      | Tschechische Meisterschaft – Einzelzeitfahren | NC   | Jan Bárta             |
| 4. Juli       | 2. Etappe Course de la Solidarité Olympique   | 2.1  | André Schulze         |
| 5. Juli       | 3. Etappe Course de la Solidarité Olympique   | 2.1  | André Schulze         |
| 7. Juli       | 5. Etappe Course de la Solidarité Olympique   | 2.1  | Bartosz Huzarski      |
| 21. August    | Grote Prijs Stad Zottegem                     | 1.1  | Matthias Brändle      |
| 14. September | 6. Etappe Tour of Britain                     | 2.1  | Leopold König         |

## Abgänge – Zugänge
| Zugänge                  | Team 2011                    | Abgänge                        | Team 2012                  |
| ------------------------ | ---------------------------- | ------------------------------ | -------------------------- |
| André Schulze            | CCC Polsat Polkowice         | Daryl Impey                    | Orica GreenEdge            |
| Matthias Brändle         | Geox-TMC                     | Michael Bär                    | Atlas Personal-Jakroo      |
| Jérôme Baugnies          | Topsport Vlaanderen-Mercator | Dimitri Claeys                 | Geofco-Ville d’Alger       |
| Blaž Jarc                | Adria Mobil                  | Alexander Gottfried            | Nutrixxion Abus            |
| Grischa Janorschke       | Nutrixxion Sparkasse         | Robert Retschke                | Team Eddy Merckx-Indeland  |
| Markus Eichler           | Team NSP                     | David Hesselbarth              | Racing Students            |
| Reto Hollenstein         | Team Vorarlberg              | Jesús del Nero                 | Rotor Racing & Development |
| Marcel Wyss (ab 8. März) | Atlas Personal-Jakroo        | Eric Baumann                   | Team Univega               |
|                          |                              | Steven Cozza (bis 29. Februar) | Karrierepause              |

## Mannschaft
| Fahrer              | Geburtsdatum      | Land        |
| ------------------- | ----------------- | ----------- |
| Jan Bárta           | 7. Dezember 1984  | Tschechien  |
| Jérôme Baugnies     | 1. April 1987     | Belgien     |
| Cesare Benedetti    | 3. August 1987    | Italien     |
| Matthias Brändle    | 7. Dezember 1989  | Österreich  |
| Andreas Dietziker   | 15. Oktober 1982  | Schweiz     |
| Markus Eichler      | 18. Februar 1982  | Deutschland |
| Reto Hollenstein    | 22. August 1985   | Schweiz     |
| Bartosz Huzarski    | 27. Oktober 1980  | Polen       |
| Grischa Janorschke  | 30. Mai 1987      | Deutschland |
| Blaž Jarc           | 17. Juli 1988     | Slowenien   |
| Leopold König       | 15. November 1987 | Tschechien  |
| Andreas Schillinger | 13. Juli 1983     | Deutschland |
| Daniel Schorn       | 21. Oktober 1988  | Österreich  |
| André Schulze       | 21. November 1974 | Deutschland |
| Michael Schwarzmann | 7. Januar 1991    | Deutschland |
| Timon Seubert       | 23. April 1987    | Deutschland |
| Marcel Wyss         | 25. Juni 1986     | Schweiz     |